# Atletismo nos Jogos Pan-Americanos de 2015 - Salto triplo masculino
A competição do salto triplo masculino foi um dos eventos do atletismo nos Jogos Pan-Americanos de 2015, em Toronto. Foi disputada no Estádio CIBC de Atletismo Pan e Parapan-Americano no dia 24 de julho.

## Calendário
Horário local (UTC-4).
| Data        | Horário | Fase  |
| ----------- | ------- | ----- |
| 24 de julho | 11:35   | Final |

## Medalhistas
| Ouro   | CUB Pedro Pablo Pichardo |
| Prata  | BAH Leevan Sands         |
| Bronze | CUB Ernesto Revé         |

## Recordes
Recordes mundial e pan-americano antes da disputa dos Jogos Pan-Americanos de 2015.
| Tipo                             | Atleta                  | Marca   | Local            | Data                  |
| -------------------------------- | ----------------------- | ------- | ---------------- | --------------------- |
|                                  | Jonathan Edwards        | 18,29 m | Gotemburgo       | 7 de agosto de 1995   |
| Recorde dos Jogos Pan-Americanos | João Carlos de Oliveira | 17,89 m | Cidade do México | 15 de outubro de 1975 |

## Resultados

### Final
| Colocação         | Atleta                   | Nacionalidade         | #1    | #2    | #3    | #4    | #5    | #6    | Marca | Vento | Notas                |
| ----------------- | ------------------------ | --------------------- | ----- | ----- | ----- | ----- | ----- | ----- | ----- | ----- | -------------------- |
| Medalha de ouro   | Pedro Pablo Pichardo     | CUB Cuba              | 17.29 | x     | 17.46 | 17.54 | –     | 17.34 | 17.54 | +2.1  |                      |
| Medalha de prata  | Leevan Sands             | BAH Bahamas           | 16.19 | 16.79 | x     | x     | 16.99 | 14.74 | 16.99 | +1.7  | Recorde da temporada |
| Medalha de bronze | Ernesto Revé             | CUB Cuba              | x     | 16.94 | x     | x     | –     | x     | 16.94 | +0.9  |                      |
| 4                 | Yordanis Durañona        | DMA Dominica          | x     | 16.64 | 16.72 | 16.67 | x     | 16.70 | 16.72 | +0.1  |                      |
| 5                 | Jefferson Sabino         | BRA Brasil            | x     | 15.84 | 16.40 | 16.43 | x     | x     | 16.43 | +3.0  |                      |
| 6                 | Samyr Laine              | HAI Haiti             | 16.43 | x     | x     | 16.31 | x     | 16.38 | 16.43 | +0.8  | Recorde da temporada |
| 7                 | Miguel van Assen         | SUR Suriname          | 15.83 | 16.25 | 16.21 | x     | 15.89 | 13.49 | 16.25 | +1.3  |                      |
| 8                 | Álvaro Cortez            | CHI Chile             | x     | 15.84 | 16.16 | x     | x     | x     | 16.16 | +1.0  |                      |
| 9                 | Elton Walcott            | TTO Trinidad e Tobago | 15.40 | 16.05 | 16.15 |       |       |       | 16.15 | +0.3  |                      |
| 10                | Lathario Collie-Minns    | BAH Bahamas           | x     | 15.50 | 16.08 |       |       |       | 16.08 | -0.4  |                      |
| 10                | Jhon Murillo             | COL Colômbia          | 15.50 | x     | 16.08 |       |       |       | 16.08 | +1.7  |                      |
| 12                | Alphonso Jordan          | USA Estados Unidos    | 15.98 | x     | 15.99 |       |       |       | 15.99 | +0.6  |                      |
| 13                | Tacuma Anderson-Richards | CAN Canadá            | 15.21 | x     | 15.89 |       |       |       | 15.89 | +2.6  |                      |
| 14                | Jean-Cassimiro Rosa      | BRA Brasil            | x     | 15.79 | 15.67 |       |       |       | 15.79 | +3.7  |                      |
| 15                | Aaron Hernandez          | CAN Canadá            | x     | x     | x     |       |       |       | NM    |       |                      |

Legenda
| Recorde mundial                  | Recorde mundial (World record)               |                       | Recorde africano                      | Recorde africano (African) |                                           | Q | Classificado por posição (Qualified) |
| Recorde dos Jogos Pan-Americanos | Recorde pan-americano (Pan-American record)  | Recorde da América    | Recorde da América (Americas)         | q                          | Classificado por melhor tempo (Qualified) |   |                                      |
| Melhor marca do ano              | Melhor marca do ano (World leading)          | Recorde asiático      | Recorde asiático (Asian)              | DNS                        | Não largou (Did not start)                |   |                                      |
| Recorde nacional                 | Recorde nacional (National record)           | Recorde europeu       | Recorde europeu (European)            | DNF                        | Não terminou (Did not finish)             |   |                                      |
| Recorde pessoal                  | Recorde pessoal do atleta (Personal best)    | Recorde da Oceania    | Recorde da Oceania (Oceania)          | DSQ / DQ                   | Desclassificado (Disqualified)            |   |                                      |
| Recorde da temporada             | Recorde da temporada do atleta (Season best) | Recorde sul-americano | Recorde sul-americano (South America) | NM                         | Sem marca (No mark)                       |   |                                      |